# Giovanni Domenico Ferretti

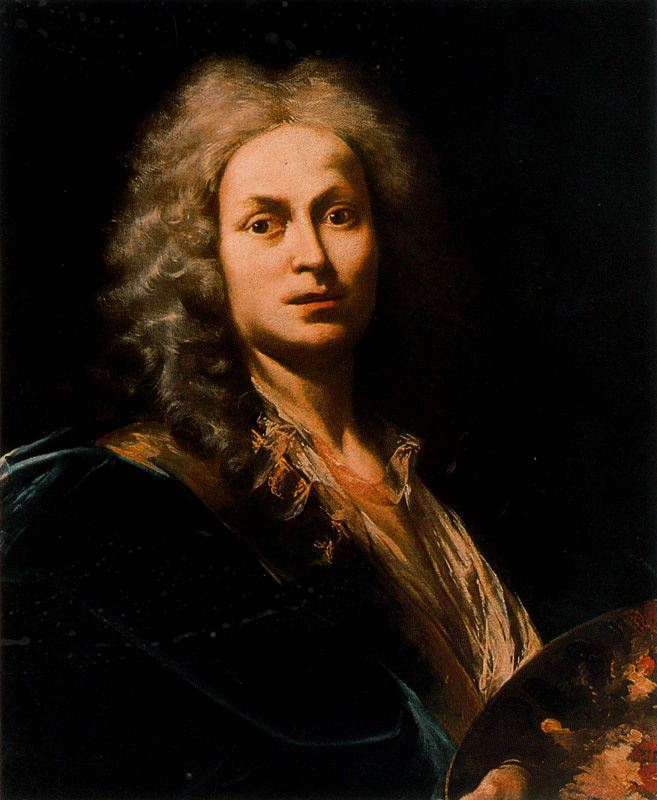
Autorretrato de Giovanni Domenico Ferretti.

Giovanni Domenico Ferretti (Giandomenico), também chamado Giandomenico d'Imola (15 de junho de 1692 - 18 de agosto de 1768) foi um pintor italiano de estilo rococó da cidade de Florença. Segundo o contemporâneo Giovanni Camillo Sagrestani, Ferretti foi aluno do pintor bolonhês Giuseppe Maria Crespi. Outros dizem que ele trabalhou com o pintor Giovanni Gioseffo dal Sole.